# La Neuville-lès-Dorengt
 La Neuville-lès-Dorengt  là một xã ở tỉnh Aisne, vùng Hauts-de-France thuộc miền bắc nước Pháp.